# François Chatillon
François Chatillon (François-Antoine-Joseph Rousseau), född 1729, död 1802, var en fransk skådespelare och sångare. 
Han var sångmästare och direktör för kören vid svenska hovtruppen, Sällskapet Du Londel 1753-71. Han var sedan även anställd vid Gustav III:s Franska teater 1781-82. Han var 1778-88 körmästare vid Operan.     
Gift 1775 med Marie-Thérèse Restier (död 1790), och 1791 med koristen Anna Maria Upgren Westberg (1760-1827).